# Catania Ognina
Catania Ognina (wł. Stazione di Catania Ognina) – przystanek kolejowy w Katanii, w prowincji Katania, w regionie Sycylia, we Włoszech. Stacja znajduje się na linii Mesyna – Syrakuzy. Znajduje się niedaleko od końca podmiejskiego odcinka drogi SS114.
Według klasyfikacji RFI ma kategorią brązową.

## Historia
Stacja została wybudowana w połączeniu z budową drugiego odcinka linii kolejowej Katania-Mesyna od Taorminy do Katanii. Budynek został zbudowany powyżej nadmorskiej dzielnicy Ognina, w niewielkiej odległości od Porto Ulisse. Oddany został do użytku 3 stycznia 1867 i był ostatnim przystankiem kolejowym przed stacją Catania Centrale.
Od 2006 roku przystanek jest w przebudowie wraz z tunelem do stacji Catania Centrale.

## Linie kolejowe
- Mesyna – Syrakuzy